# Народная летопись
«Наро́дная ле́топись» — газета, выходившая в Санкт-Петербурге в 1865 году.

## История
Газета «Народная летопись» выходила 2 раза в неделю в Санкт-Петербурге со 2 марта по 16 апреля 1865 года. Всего вышло 12 номеров.
Официальным издателем и редактором был русский писатель и литературный критик Н. Д. Ахшарумов. Фактические — Ю. Г. Жуковский, А. Ф. Головачев.
После выхода № 12, «Народная летопись» по распоряжению министра внутренних дел была приостановлена на 5 месяцев, после чего уже не возобновилась. Поводом, вызвавшим это наказание, явился тот факт, что газета никак не отметила смерти наследника престола Николая Александровича, происшедшей 12 апреля 1865 года, тогда как в следующем же номере извещала подписчиков о смерти президента Соединенных Штатов Америки Авраама Линкольна.

## Характеристика
Газета представляла из себя радикальный демократический орган, основанный сотрудниками «Современника» Жуковским и Головачевым.
В газете печатались: передовая статья, иностранное обозрение, внутреннее обозрение и фельетон, корреспонденции из провинции, велся сатирический отдел «Заметки и слухи» (нерегулярно). Передовые статьи «Народной летописи» и большая часть «Внутреннего обозрения» принадлежали Жуковскому, который писал и для других отделов газеты. Кроме Жуковского и Головачёва, в газете принимали участие А. М. Скабичевский и, вероятно, В. А. Зайцев.
Газета уделяла большое внимание рабочему вопросу на Западе. В № 3 и 5 был помещен неподписанный фельетон, очевидно Зайцева, «Фердинанд Лассаль и вопрос о рабочих классах в Германии», в котором газета поддерживала Лассаля в его споре с Шульце-Деличем. Последний пытался доказать, что рабочий вопрос может быть разрешен при помощи создания потребительских ассоциаций в рамках капиталистической системы. Говоря о порабощении труда капиталом, «Народная летопись» отвергала стачечную борьбу рабочих.
Явления русской действительности освещались в газете в духе народнических идей. Газета отвергала неизбежность капиталистического развития России, выдвигала программу создания крестьянских ассоциаций для производства сельскохозяйственных продуктов и промышленных товаров. «Народная летопись» утверждала, что основой новой цивилизации должно стать крестьянство, так как дворянство ужо не может играть существенной роли в экономической жизни страны, а буржуазия является чужеродным растением на русской почве.